# Astacilla poorei
Astacilla poorei är en kräftdjursart som först beskrevs av José Castelló 1997.  Astacilla poorei ingår i släktet Astacilla och familjen Arcturidae. Inga underarter finns listade i Catalogue of Life.